# Владислав Ковальський
Владислав Ковальський (пол. Władysław Kowalski; 26 серпня 1894, Ґміна Папротня, поблизу Рави Мазовецької, Царство Польське — 14 січня 1958, Варшава, ПНР) — польський письменник і державний діяч. Маршал Сейму Польщі (1947—1952).

## Життєпис
Син наймита. Отримав початкову освіту (3 класи), потім займався самоосвітою. Рано включився у партійну діяльність: член Польської селянської партії «Визволєнє» (з 1918 р), Незалежної селянської партії (1925—1927), Об'єднаної лівої партії селян-одноосібників «Самопоміч» (1927—1931), селянського руху «Воля народу» (1944), селянської партії (з 1945 р), Об'єднаної селянської партії (з 1949 р). Піддавався арештам у міжвоєнній Польщі, його твори заборонялися цензурою. Також був членом Комуністичної партії Польщі (з 1928 р) і Польської робітничої партії (з 1942 року). З 1949 року — член Центрального виконавчого комітету Об'єднаної селянської партії, в 1949—1956 рр. — її голова.
Під час Першої світової війни служив у російській армії, в польському легіоні, що мав назву «Пулавський». Учасник підпільного руху під час Другої світової війни, входив в конспіративні антифашистські групи «Пролетаріат» і «Воля люду», взяв участь у створенні Крайової Ради Народової. У грудні 1943 року був одним із засновників Національної Ради, 1944—1945 рр. — член президії Національної ради, в 1945 році його віце-президент. У 1945—1947 рр. — міністр культури і мистецтва, в 1947—1952 рр. — маршал Законодавчого сейму ПНР, в 1947—1956 рр. — член Державної ради.
Активно займався літературною творчістю. Його перші нариси, оповідання та вірші були опубліковані в тижневику «Селянська самодопомога», який він редагував з 1928 по 1931 рр. У 1933 р. з Геленою Богушевською і Е. Корнацьким виступив одним із засновників літературної групи «Передмістя». Його дебютне оповідання «Бунт у старому Ленку» («Bunt w Starym Łęku») було написано у 1931 і опубліковано в 1933 р в Москві.
У 1946—1947 рр. був редактором органу Об'єднаної селянської партії газети «Зелений прапор».
Покінчив життя самогубством.